# Prosopocoilus jenkinsi jenkinsi
Prosopocoilus jenkinsi jenkinsi es una subespecie de coleóptero de la familia Lucanidae.

## Distribución geográfica
Habita en Maharashtra, Assam, Bután, Birmania y Tailandia.